# Dombay Hugó
Iváncsfalvi Dombay Hugó (Nyitraivánka, 1846. április 1. – Nyitra, 1931. június 20.) ügyvéd, költő, író, festő, zenész.

## Élete
Dombay Sándor földbirtokos és Setéth Mária (1828–1881) fia, Dombay Ede főjegyző és Szabó Vincéné Dombay Piroska testvére.
Középiskoláit Nagyszombatban, majd a Nyitrai Piarista Gimnáziumban végezte, a jogot pedig Pozsonyban tanulta. 1871-ben letette a szigorlatot Pesten, majd 1872-től Nyitrán ügyvédi irodát nyitott és a lapásgyarmati birtokát is kezelte. A pozsonyi ügyvédi kamara tagja. 1910-ben Nyitrán az Erzsébet úton volt háza. 1914-ben felhagyott az ügyvédi karrierjével és csak a spiritizmussal foglalkozott. Közhivatalt és közszereplést soha nem vállalt.
Munkatársa volt a Nyitrai Lapoknak (1875), a Nyitra című lapnak (1875–1878), a Nyitrai Közlönynek (1878), a Villám élclapnak (1878–1879). 1882-ben Nyitramegye néven politikai és szépirodalmi lapot szerkesztett.
Ezen kívül írt az Ellenőrbe, a Nefelejtsbe (1865–1866), a Vasárnapi Ujságba (1877), a Képes Családi Lapokba, a Magyar Szemlébe, ahol többek közt a II. Rhamses című nagyobb költeménye jelent meg 1890-ben, a Budapesti Hirlapba (1890), a Magyar Hírlapba (1896). 1893-ban a Petőfi Társaság bírálóbizottsága Mária című verses elbeszélésének ítélte oda az 50 aranyat, melyet a Magyar Hírlap pályadíjul kitűzött. A Vidéki Költők Albumában több költeménye jelent meg 1896-ban. Gőg című költeményével elnyerte a Petőfi Társaság díját. Bécsi lapokban (Neues Wiener Journal) németül is publikált.
1896-ban elnökül választotta a „Felvidéki Írók Köre” név alatt a Felvidéki Magyar Közművelődési Egyesület 11 megyéjére kihatólag megalakult írói egyesület.
A nyitrai városi temetőben nyugszik.

## Művei
- 1892 Vasárnapok (rajzok és elbeszélések). Nyitra.
- 1896 A nemzet ünnepe. Nyitrai Lapok 1896. május 3.
- 1907 Költemények. Nyitra.
- Nyitravármegye kiváló férfiai. In: Magyarország Vármegyéi és Városai IV.